# Yemelián Yaroslavski
Yemelyán Mijáilovich Yaroslavski (del ruso: Емельян Михайлович Ярославский) se llamaba realmente Minéi Izráilevich Gubelman (Миней Израилевич Губельман). Nació el 3 de marzo 19 de febrero según el calendario juliano de 1878 y falleció el 4 de diciembre de 1943. Fue un revolucionario ruso judío, funcionario del Partido Comunista, periodista e historiador.
Ateísta y activista político antirreligioso, Yaroslavski fue editor de la revista satírica ateísta Bezbózhnik (El Ateísta) y lideró la Sociedad de los Sin Dios. Yaroslavski también dirigió el Comité Antirreligioso del Comité Central del Partido Comunista.

## Biografía

### Años tempranos
Yemelyán Yaroslavski nació en una familia judía como Minéi Isráilevich Gubelman, en Chitá, entonces capital de la región rusa de Transbaikalia, el 3 de marzo de 1878.
Se afilió al Partido Obrero Socialdemócrata Ruso en 1898 y organizó células del partido en el Ferrocarril Trans-Baikal. En 1901, fue corresponsal del periódico revolucionario "Iskra" y al año siguiente se convirtió en miembro del Comité del Partido de Chitá. En 1903 pasó a ser miembro del Comité de San Petersburgo del Partido Obrero Socialdemócrata de Rusia y se convirtió en uno de los líderes del ala militar del partido, al lado de la facción bolchevique de los socialdemócratas después de la fractura dentro de la organización.
Yaroslavski participó en la revolución de 1905 y su esposa, la revolucionaria Olga Mijáilovna Guénkina (1882-1905), fue asesinada por un miembro de las Centurias Negras en este periodo. Yaroslavski dirigió la actividad comunista en San Petersburgo, Yekaterinoslav y Tampere (ahora en Finlandia) durante la revolución y editó el periódico "Kazarma" (Cuartel). Fue detenido en 1907, condenado a trabajos forzados en la prisión de Gorny Zerentuy, en la región de Nérchinsk, y posteriormente deportado a Siberia Oriental.

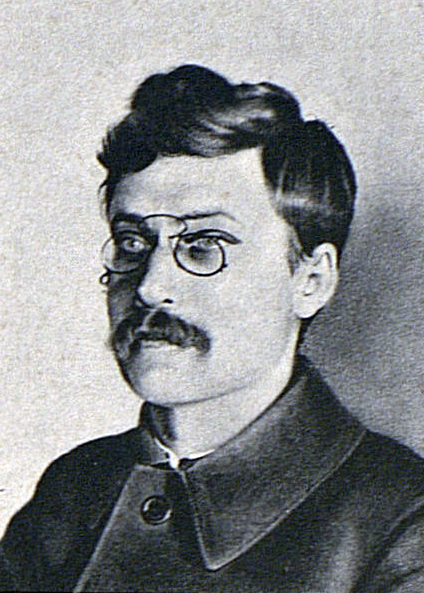
Yemelyán Yaroslavski en 1917

### Dirigente del partido
Durante la Revolución de octubre de 1917 fue miembro del Comité Militar Revolucionario de Moscú. En los meses que siguieron a la Revolución de Octubre, Yaroslavski se asoció con la tendencia Izquierda Comunista, que se opuso a la solución negociada de las hostilidades militares con el invasor ejército del Imperio alemán. 
Yaroslavski fue nombrado miembro del Comité Central del gobernante Partido Bolchevique en 1919 como miembro candidato y fue ascendido a miembro de pleno derecho en 1921. Se desempeñó en la Secretaría del Comité Central desde 1921 a 1923. Yaroslavski permanecería como miembro del Comité Central hasta 1939, sobreviviendo al terror de la policía secreta de 1937-38.
Fue trasladado a la Comisión Central de Control, departamento paralelo del partido encargado de la disciplina interna en 1923 con el cargo de presidente. También fue miembro de la dirección colegiada de la Inspección de Obreros y Campesinos (Rabkrin), un organismo encargado de una estrecha supervisión que amplió su ámbito de competencias más allá del partido, hacia la esfera económica.
A lo largo de su carrera como funcionario del Partido Comunista Yaroslavski estuvo presente en las juntas directivas de varias de las principales publicaciones soviéticas, incluyendo el diario del Partido Comunista, Pravda, y la revista teórica del Partido, Bolshevik.

### Fiscal del Estado
El 15 de septiembre de 1921 Yaroslavski actuó como fiscal en el juicio del contrarrevolucionario Teniente General Roman Ungern von Sternberg, en Novonikoláievsk, ahora Novosibirsk.

### Historiador
Yaroslavski fue un biógrafo temprano del dirigente bolchevique V. I. Lenin con su primera biografía Veliki vozhd rabóchei revoliútsii (El gran líder de la Revolución de los trabajadores) impresa en 1918, a raíz de un fallido intento de asesinato. Yaroslavski fue elegido posteriormente como miembro de la Dirección del Instituto Lenin, un centro de archivo e investigación creado en 1923 para recopilar y publicar las numerosas cartas, manuscritos y escritos de Lenin. Una segunda y más ampliamente difundida biografía de Lenin, escrita por Yaroslavski, Zhizn i rabota V. I. Lénina (La vida y obra de V.I. Lenin), fue entregada con urgencia a la imprenta en 1924, tras la muerte de Lenin.

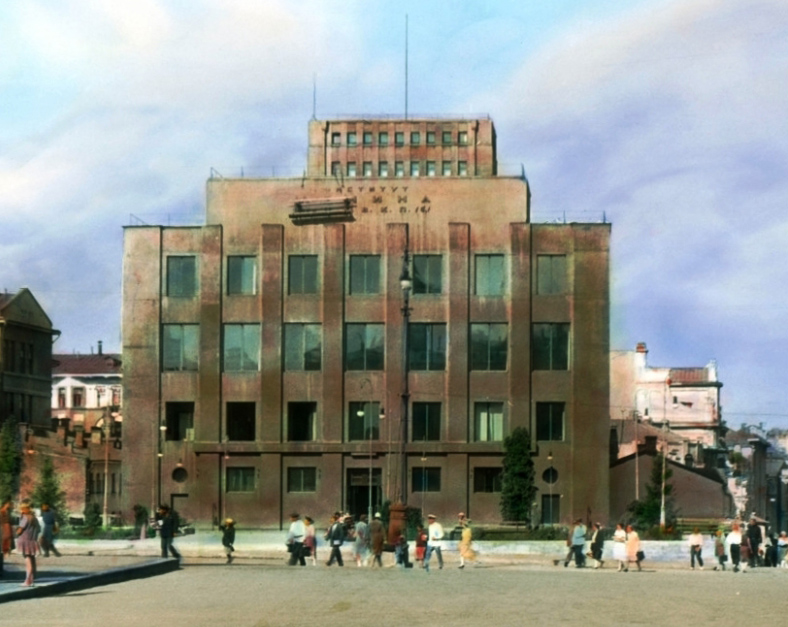
El Instituto Lenin, centro de custodia de archivos y organismo de investigación histórica del partido, en cuya dirección colaboró Yaroslavski como miembro de la junta directiva.

Yaroslavski escribió también frecuentemente acerca de la historia del Partido Bolchevique y fue el editor de una de las principales revistas históricas de la década de 1920, Istórik-marksist (El Historiador Marxista).
Fue también el director de la Sociedad de Ex Presos Políticos y Exiliados Penales, una sociedad de ayuda mutua que prestó auxilio a viejos bolcheviques y otros presos políticos de la época zarista.
Yaroslavski se unió a la línea dura del Partido Comunista, que trataba a los intelectuales sin partido con desprecio. En un discurso ante la Academia Comunista, el 8 de marzo de 1931, celebrado poco después del Proceso de los Mencheviques, de 1931, Yaroslavski atacó a David Riazánov, director académico del Instituto Marx-Engels y antiguo miembro del Partido Menchevique, por el supuestamente insuficiente número de miembros del Partido Comunista empleados en ese centro de archivo e investigación. Más tarde, ese mismo año, la Academia condenaría oficialmente a Riazánov como " agente menchevique contrarrevolucionario", lo que condujo a su arresto y exilio lejos de la ciudad de Moscú. En noviembre de 1931, el políticamente sospechoso Instituto Marx-Engels se fusionó con el más ortodoxo Instituto Lenin de Yaroslavski, para formar el Instituto Marx-Engels-Lenin, centro ideológico centralizado.

### Activista ateísta
En el otoño de 1922, el Comité Central del Partido Comunista de la URSS estableció un nuevo comité permanente encargado "con plena autoridad para dirigir la política general con respecto a la religión, la iglesia y el desarrollo de las directivas del partido en cuestiones de propaganda antirreligiosa." Titulado oficialmente "Comité de Ejecución del Decreto de Separación de la Iglesia y el Estado" (extraoficialmente conocido como la "Comisión Antirreligiosa"), este comité designó a Yaroslavski como su presidente a principios de 1923. A pesar de ser un organismo de poder limitado, la Comisión Antirreligiosa fue un primer paso hacia una política oficial bolchevique de sistemática propaganda antirreligiosa —un esfuerzo al que Yaroslavski dedicaría una parte sustancial de su tiempo y esfuerzo en los años siguientes.
Uno de los aspectos más relevantes del perfil político de Yaroslavski fue su presidencia de la Liga de los Ateístas Militantes, una organización de masas antirreligiosa del Partido Comunista. Yaroslavski también se desempeñó como editor de la publicación de la Liga, Bezbózhnik.

### Últimos años
Con el estallido de la guerra germano-soviética, en el verano de 1941, el Estado soviético redujo sus actividades antirreligiosas en un esfuerzo por servirse de la Iglesia Ortodoxa rusa como institución para unir a la población en la defensa de la nación. Las revistas Bezbózhnik y Antireligióznik dejaron de publicarse y la Liga del Militante Ateo cayó en el olvido.
Yaroslavski envejeció siendo un historiador muy estimado en el Partido Bolchevique. Obedientemente promovió la nueva línea política nacionalista del gobierno y escribió un artículo para el Pravda titulado "Los bolcheviques, continuadores de la mejor tradición patriótica del pueblo ruso", que declaraba a los bolcheviques los "herederos legítimos del gran y honorable pasado del pueblo ruso" y reconocía el lugar de la "gran nacionalidad rusa a la cabeza de los demás pueblos de la URSS". El alto perfil del artículo de Yaroslavski en el Pravda, junto con un artículo patriótico y nacionalista similar del jefe del Agitprop, G. F. Aleksándrov, se tomó como una señal oficial a los historiadores para que rescataran el pasado de la Rusia Imperial como ejemplo de unidad heroica y defensa nacional, y lo transformaran en útil propaganda para ayudar a la URSS en su esfuerzo para rechazar a los invasores nazis alemanes.

### Muerte y legado
Yaroslavski murió el 4 de diciembre de 1943 en Moscú. Sus restos fueron incinerados y la urna con sus cenizas fue enterrada en el lado izquierdo de la Torre del Senado, en la Necrópolis de la Muralla del Kremlin, detrás del Mausoleo de Lenin.

## Honores y premios
- Orden de Lenin (1938)
- Premio Stalin de 1.ª clase (1943) — Por el trabajo histórico colectivo de investigación titulado "La Guerra Civil", Volumen 2. (1942)

## Trabajos en inglés
- Lenin: Su Vida y Trabajo. Chicago: el trabajador Diario que Publica Co., n.d. [c. 1926].
- Historia a escasa del Partido Comunista ruso. En Dos Volúmenes. Moscú: n.p., n.d. [1930s].
- Bolshevik Verificación y Purging de los Rangos de Partido. Moscú: Sociedad Editorial Cooperativa de Trabajadores Extranjeros en la URSS, 1933.
- Religión en la URSS. Nueva York: Editores Internacionales, 1934.
- Historia de Anarquismo en Rusia. Nueva York: Editores Internacionales, 1937.
- El Significado de las Pruebas soviéticas. Colaborador. Nueva York: Editores de Biblioteca de los Trabajadores, 1938.
- La Guerra Patriótica Grande de las Personas soviéticas. Moscú, las lenguas Extranjeras que Publican Casa, 1941.
- Hitos en la Vida de Stalin. Londres : Lawrence & Wishart, n.d. [1942].
- Veinticinco Años de Poder soviético. Londres: Hutchinson & Co., 1943.

## Otras lecturas
- George M. Enteen, "Escribiendo Historia de Partido en la URSS: El Caso de E. M. Iaroslavskii," Revista de Historia Contemporánea, vol. 21, núm. 2 (abril de 1986), pp. 321-339. En JSTOR.

- Datos: Q1397465
- Multimedia: Yemelyan Yaroslavsky / Q1397465